# Liste des communes qui ont voté la charte Ya d'ar brezhoneg
167 communes ont voté la charte Ya d'ar brezhoneg en janvier 2014:
- Argentré-du-Plessis
- Bannalec
- Baye
- Begard
- Belle-Isle-en-Terre
- Berhet
- Bignan
- Bourg-Blanc
- Brech
- Brest
- Briec-de-l'Odet
- Brignogan
- Bruz
- Callac
- Caouennec-Lanvezeac
- Carhaix-Plouguer
- Carnac
- Caudan
- Cavan
- Châteauneuf-du-Faou
- Cléguérec
- Coatascorn
- Coat-Meal
- Combrit Sainte-Marine
- Commana
- Concarneau
- Crozon
- Douarnenez
- Elliant
- Ergue-Gaberic
- Gouesnou
- Guérande
- Guerlesquin
- Guidel
- Guimaec
- Guingamp
- Guipavas
- Guisseny
- Hengoat
- Hennebont
- Île-de-Bréhat
- Indre
- Inguiniel
- Kerlouan
- Kernoues
- la Chapelle-sur-Erdre
- Lanarvily
- Landeda
- Landerneau
- Landrevarzec
- Lanester
- Langonnet
- Lanildut
- Lanloup
- Lannilis
- Lannion
- Lauzach
- le Bono
- le Guilvinec
- le Juch
- le Relecq-Kerhuon
- le Saint
- le Trévoux
- le Vieux-Marché
- Lesneven
- Loc-Brevalaire
- Locmariaquer
- Locronan
- Locunole
- Locmaria-Plouzane
- Loperhet
- Lorient
- Louargat
- Mellac
- Milizac
- Moëlan-sur-Mer
- Morlaix
- Muzillac
- Nantes
- Noyal-Pontivy
- Ouessant
- Paimpol
- Pedernec
- Penmarch
- Penvenan
- Peumerit
- Peumerit-Quintin
- Plabennec
- Plescop
- Plestin-les-Grèves
- Ploemeur
- Ploeren
- Plomelin
- Plomeur
- Plouaret
- Plouarzel
- Plouay
- Ploubezre
- Ploudaniel
- Plouezec
- Ploufragan
- Plougastel-Daoulas
- Plouguerneau
- Plougonvelin
- Plouguin
- Plouha
- Plouider
- Ploulec'h
- Ploumagoar
- Ploumilliau
- Plouneour-Trez
- Plounerin
- Plounevez-Lochrist
- Plounevez-Moedec
- Plourin-lès-Morlaix
- Plouvien
- Plouzane
- Plozevet
- Pluvigner
- Pluzunet
- Pontivy
- Pont-l'abbé
- Pont-Scorff
- Pordic
- Pornic
- Porspoder
- Pouldergat
- Pouldouran
- Poullan-sur-mer
- Prat
- Quemperven
- Querrien
- Queven
- Quimper
- Quimperlé
- Redon
- Rennes
- Riec-sur-Belon
- Roscoff
- Rostrenen
- Saint-Ave
- Saint-Evarzec
- Saint-Herblain
- Saint-Jean-Trolimon
- Saint-Martin-des-Champs
- Saint-Méen
- Saint-Pabu
- Saint-Pol-de-Léon
- Saint-Thegonnec
- Saint-Yvi
- Santec
- Sarzeau
- Scaer
- Sene
- Spezet
- Theix
- Tonquedec
- Tredrez-Locquemeau
- Tregarantec
- Trégastel
- Tréglonou
- Trégrom
- Trégunc
- Tréméven (Finistère)
- Tréouergat
- Vannes